# العلاقات الأوكرانية اللبنانية
العلاقات الأوكرانية اللبنانية هي العلاقات الثنائية التي تجمع بين أوكرانيا ولبنان.

## مقارنة بين البلدين
هذه مقارنة عامة ومرجعية للدولتين:
| وجه المقارنة                                              | أوكرانيا                                   | لبنان                                                                |
| --------------------------------------------------------- | ------------------------------------------ | -------------------------------------------------------------------- |
| المساحة (كم2)                                             | 603.63 ألف                                 | 10.45 ألف                                                            |
| عدد السكان (نسمة)                                         | 45.55 مليون                                | 6.10 مليون                                                           |
| الكثافة السكانية (ن./كم²)                                 | 75.46                                      | 583.73                                                               |
| العاصمة                                                   | كييف                                       | بيروت                                                                |
| اللغة الرسمية                                             | اللغة الأوكرانية                           | اللغة العربية، لغة فرنسية                                            |
| العملة                                                    | هريفنا أوكرانية، كاربوفانيتس، روبل سوفييتي | ليرة لبنانية                                                         |
| الناتج المحلي الإجمالي (بليون دولار)                      | 112.15 مليار                               | 51.84 مليار                                                          |
| الناتج المحلي الإجمالي (تعادل القوة الشرائية) بليون دولار | 352.98 مليار                               | 81.54 مليار                                                          |
| الناتج المحلي الإجمالي الاسمي للفرد دولار أمريكي          | 2.11 ألف                                   | 8.05 ألف                                                             |
| الناتج المحلي الإجمالي للفرد دولار أمريكي                 | 8.66 ألف                                   | 17.46 ألف                                                            |
| مؤشر التنمية البشرية                                      | 0.747                                      | 0.769                                                                |
| رمز المكالمات الدولي                                      | +380                                       | +961                                                                 |
| رمز الإنترنت                                              | .ua، .укр ‏                                 | .lb                                                                  |
| المنطقة الزمنية                                           | ت ع م+02:00، ت ع م+03:00، توقيت شرق أوروبا | ت ع م+02:00، ت ع م+03:00، توقيت شرق أوروبا، توقيت شرق أوروبا الصيفي ‏ |

## منظمات دولية مشتركة
يشترك البلدان في عضوية مجموعة من المنظمات الدولية، منها:
| علم المنظمة | اسم المنظمة                               | تاريخ انضمام أوكرانيا | تاريخ انضمام لبنان |
| ----------- | ----------------------------------------- | --------------------- | ------------------ |
|             | مؤسسة التنمية الدولية                     | 27 مايو 2004          | 10 أبريل 1962      |
|             | يونسكو                                    | 12 مايو 1954          | 4 نوفمبر 1946      |
|             | وكالة ضمان الاستثمار متعدد الأطراف        | 19 يوليو 1994         | 19 أكتوبر 1994     |
|             | الأمم المتحدة                             | 24 أكتوبر 1945        | 24 أكتوبر 1945     |
|             | الاتحاد البريدي العالمي                   | ?                     | ?                  |
|             | البنك الدولي للإنشاء والتعمير             | 3 سبتمبر 1992         | 14 أبريل 1947      |
|             | الاتحاد الدولي للاتصالات                  | 7 مايو 1947           | 12 يناير 1924      |
|             | منظمة حظر الأسلحة الكيميائية              | ?                     | ?                  |
|             | مؤسسة التمويل الدولية                     | 18 أكتوبر 1993        | 28 ديسمبر 1956     |
|             | المركز الدولي لتسوية المنازعات الاستشارية | 7 يوليو 2000          | 25 أبريل 2003      |
|             | منظمة الشرطة الجنائية الدولية             | ?                     | ?                  |

## أعلام
هذه قائمة لبعض الشخصيات التي تربطها علاقات بالبلدين:
- لاريسا شعيب (لاعبة تنس طاولة أولمبية أوكرانية-لبنانية، 16 يونيو 1966 – )
- مايا جلول (16 أبريل 1990 – )

## وصلات خارجية
- موقع وزارة الخارجية الأوكرانية